# Isaak Bernays

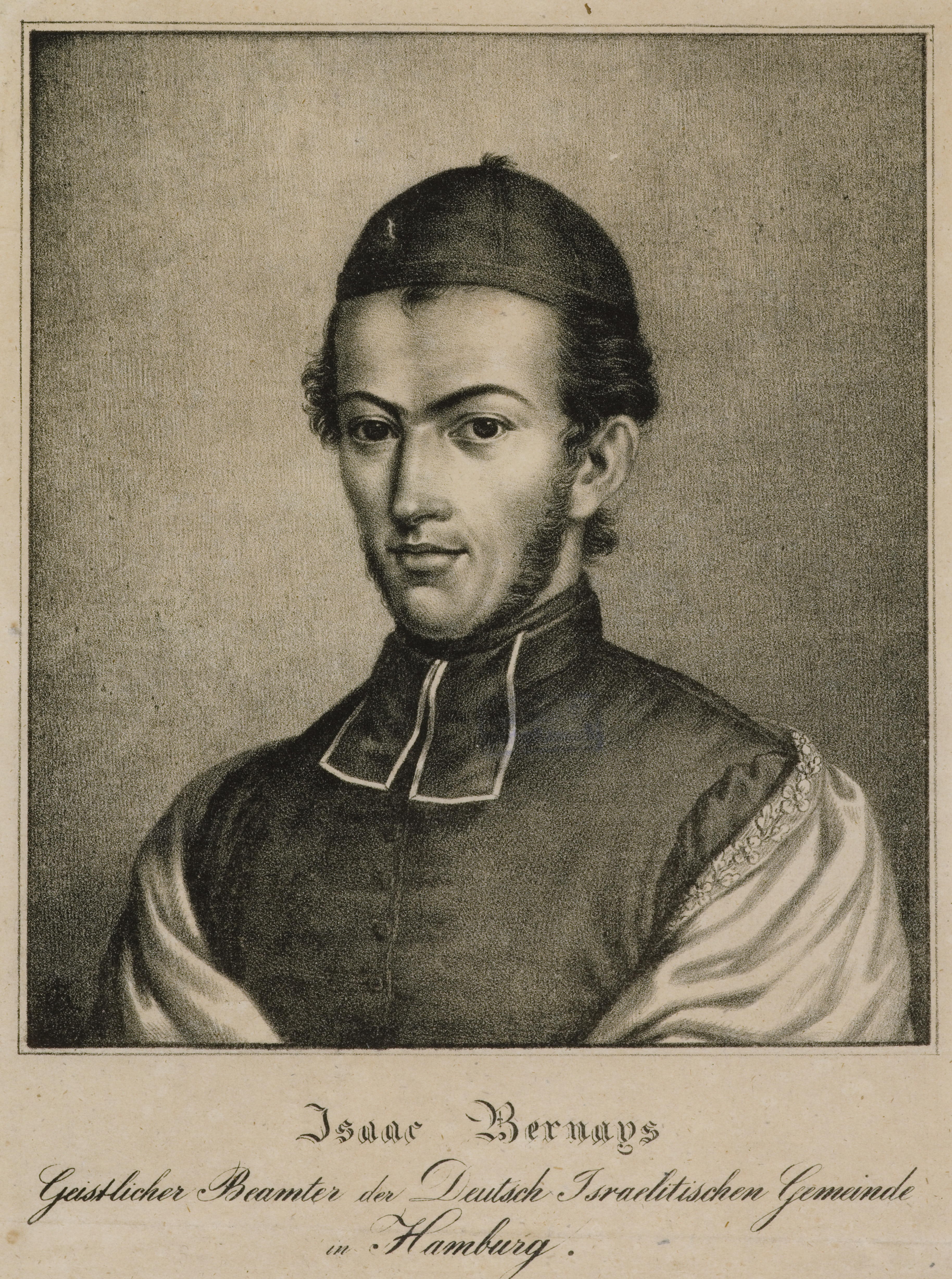
Isaak Bernays

Isaak Bernays, auch Isaac Ben Jacob Bernays  (geboren am 29. September 1792 in Weisenau, Kurbistum Mainz; gestorben am 1. Mai 1849 in Hamburg) war ein deutscher Rabbiner und gilt mit Jakob Ettlinger als einer der Vorreiter einer modernen jüdischen Orthodoxie.
Er bekleidete von 1821 bis zu seinem Tode 1849 das Amt des Rabbiners der aschkenasischen Gemeinde in Hamburg. Bernays war einer der ersten Rabbiner, der außer dem jüdischen Studium auch eine Universität besucht hatte.

## Leben
Issak Bernays war ein Sohn des Gastwirts Jaques Beer aus der jüdischen Gemeinde Weisenau (18. Juni 1747 – 18. Oktober 1817) und seiner Ehefrau Marthe Wälsch. 1808 ließ Jacob Beer aufgrund der französischen Namensverordnung seinen Namen in Jacob Bernays ändern.
Issak Bernays besuchte in Weisenau nahe dem französisch beherrschten Mainz (Mayence) die Cheder, belegte aber auch Kurse am Lyzeum in der Stadt. Herz Scheuer, Rabbiner von Mainz, schickte ihn zu weiterführenden Studien nach Würzburg zu Abraham Bing. Neben dem Besuch der Jeschiva besuchte er die Universität Würzburg, studierte ab 1815 Philosophie und promovierte zum Dr. phil. Abraham Bing war wegen seiner Gelehrsamkeit berühmt:

„Nach Würzburg strömte […] eine grosse Anzahl Schüler, um seinen gelehrten Worten zu lauschen. Zu den bedeutendsten gehörten der nachmalige Altonaer Ober-Rabbiner Jakob Ettlinger, der spätere Londoner chief rabbi Nathan [Marcus] Adler, der Hamburger Chacham Is.[aak] Bernays, R.[abbi] Elieser Bergmann und […] Seligmann Bär Bamberger.“

Nach einer Anstellung  als Privatlehrer und einem weiteren Studium bei Schelling in München wurde er 1821 als Oberrabbiner von Gemeindevorsteher Jacob Riesser an die israelitische Gemeinde in Hamburg berufen. Bernays führte in Hamburg den Titel „Chacham“ (Weiser) nach der Tradition der sephardischen Juden, um sich von den orthodoxen aschkenasischen Rabbinern abzugrenzen.
Ein Jahr nach seinem Amtsantritt heiratete er am 28. August 1822 Sara Lea (Henriette) Berend (1803–1853), Tochter des Hannoveraner Bankiers, Lehrers und Inspektors der jüdischen Schule Michael Behrend (gestorben 1832) und dessen dritter Frau Hannele Ries aus Berlin. Mit ihr hatte er sieben Kinder.
In Hamburg führte Bernays deutschsprachige Predigten in der Synagoge ein. Er wurde wegen seiner umfangreichen Kenntnisse geschätzt, seine Predigten stießen aber wegen ihrer Komplexität auf Vorbehalte.

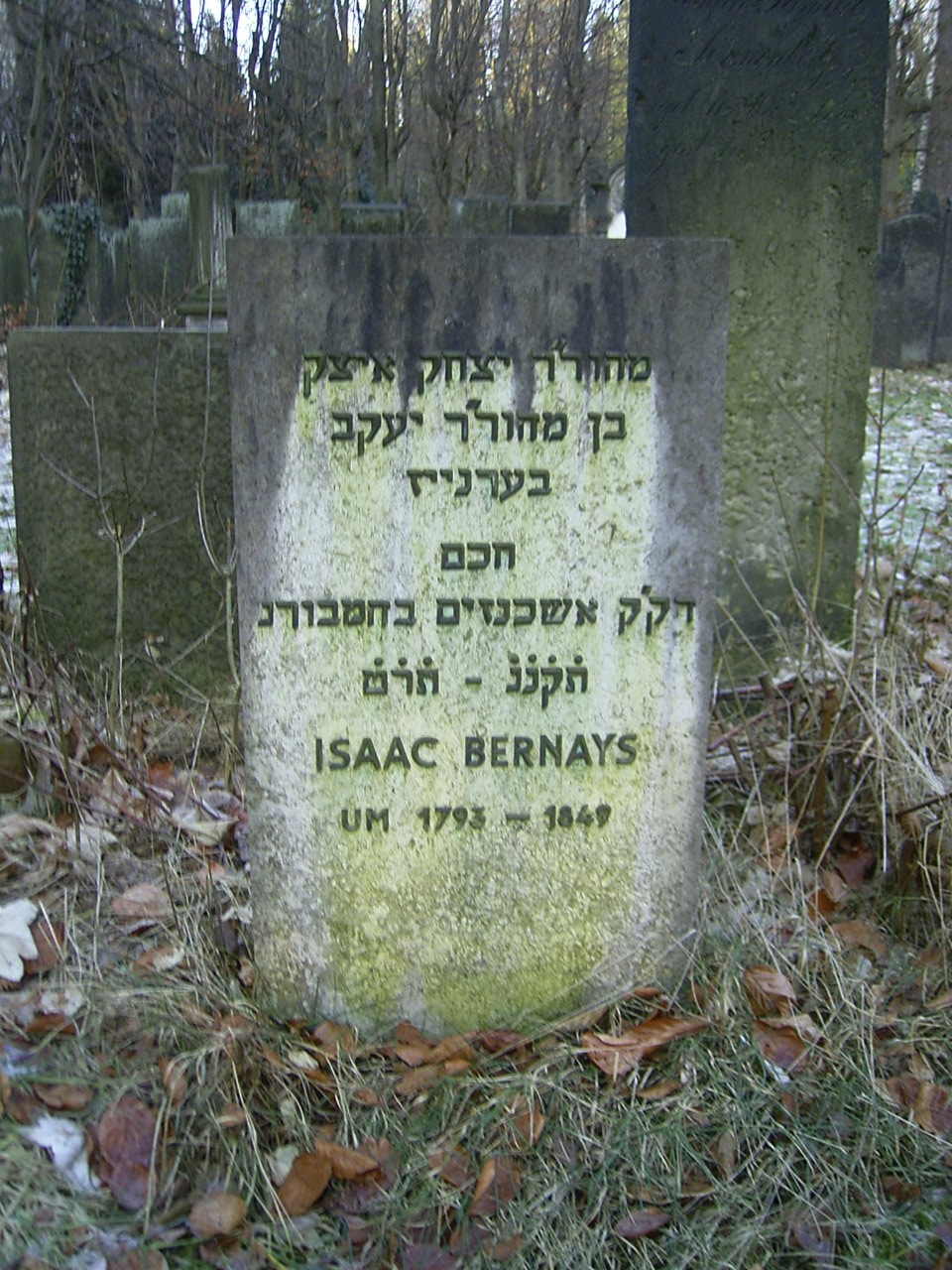
Grabstein Isaac Bernays’ auf dem Jüdischen Friedhof Ohlsdorf

In der Talmud-Tora-Schule der Gemeinde reformierte er den Lehrplan. Während vorher nur Lesen und Schreiben in hebräischer Sprache sowie Arithmetik unterrichtet worden waren, kamen jetzt auch Deutsch und weitere weltliche Fächer einer allgemeinen Elementarschule hinzu. Zwei Jahre nach Bernays’ Tod wurde die Schule zur Realschule erhoben, es war die einzige des orthodoxen Judentums in Deutschland.
Trotz seiner Modernität war Bernays orthodox und lehnte das Reformjudentum des Hamburger Tempels ab. Als dieser 1841 ein revidiertes Gebetbuch einführte, nahm Bernays dagegen Stellung.
Isaak Bernays starb an einem Schlaganfall und wurde auf dem Jüdischen Friedhof am Grindel beigesetzt. Sein Grabstein wurde bei dessen Auflösung auf den Jüdischen Friedhof Ohlsdorf versetzt.

## Der Bibel’sche Orient
Von Bernays sind keine Schriften veröffentlicht. Die anonyme Schrift „Der Bibel’sche Orient“, die im September 1820 erschien, wird ihm zugeschrieben, die Autorschaft oder Koautorschaft ist aber nicht unumstritten.
Grundgedanke des Werks ist eine von Schellings Religionsphilosophie inspirierte Neuinterpretation der Mission des Judentums für die Menschheit. Dabei greift der Autor auf die jüdische Mystik der Kabbala zurück und zieht Parallelen zwischen den Sephirot und den hinduistischen Gottheiten.

## Genealogie
Der Altphilologe Jacob Bernays und der Literaturhistoriker Michael Bernays waren seine Söhne. Ein weiterer Sohn, Berman Bernays (1826–1879), war der Vater von Martha Bernays (1861–1951), der Ehefrau von Sigmund Freud. Edward Bernays war sein Urenkel. Der Rabbiner Samson Raphael Hirsch war sein Schüler.